# Rhinopias frondosa
Rhinopias frondosa és una espècie de peix pertanyent a la família dels escorpènids.

## Descripció
- Fa 23 cm de llargària màxima.
- Cos molt comprimit.
- És molt variable quant al color i els apèndixs que té amb relació a l'hàbitat que ocupi.[3]

## Alimentació
Caça durant la nit peixos (incloent-hi altres espècies d'escorpènids) i petits invertebrats.

## Hàbitat
És un peix marí, associat als esculls de corall i de clima tropical (32°N-6°N) que viu entre 13-90 m de fondària.

## Distribució geogràfica
Es troba des de Durban (Sud-àfrica) fins al sud del Japó, les illes Carolines i l'est d'Austràlia.

## Observacions
És verinós per als humans.